# Conrad Son
Conrad Son, znany także jako Capitán X (ur. 2 października 1966 w Barcelonie) – hiszpański aktor, reżyser i producent filmów pornograficznych, kompozytor ścieżki dźwiękowej, impresario.
Stał się twórcą kina erotycznego w języku katalońskim, w tym Dziewczyny na poddaszu w dobrym humorze (Doncella caliente, 1999), Pasion Espanola (1999), Laura nie jest sama (Laura está sola, 2003) i Pamięć o rybach (La memoria de los peces, 2004). 
Był nominowany do branżowych nagród na festiwalach filmowych w Berlinie, Brukseli, Barcelonie i Cannes.
Organizator Baix Eròtica.cat w Cornellà de Llobregat – festiwalu, którego celem jest szerzenie informacji o seksie i promowanie używania języka katalońskiego w branży, Salón Erotico de Murcia, Festival Erotico de Alicante i festiwalu Maresmerotica.cat. 

## Życiorys

### Wczesne lata
Urodził się w Nou Barris w Barcelonie. W wieku 16 lat zrealizował swoje pierwsze amatorskie filmy na taśmie 16 mm oraz wideoklipy dla niezależnych grup muzycznych. Na początku lat 90. rozpoczął pracę w świecie mody pin-up. Jednocześnie produkował i reżyserował programy telewizyjne, a także alternatywne jak La Radio en Colors i L’Altra Lluna. Następnie kontynuowałem pracę na kanale 39 w lokalnej telewizji w Barcelonie. Później zajął się produkcją wideoklipów i spotów reklamowych.

### Kariera
Zapoczątkował profesjonalną karierę jako reżyser i scenarzysta filmów porno pierwszą produkcją Canal+ La Pandilla X (1996). Później zrealizował Les excursionistes calentes (1999) z Sophie Evans, Toni Ribasem i Maxem Cortésem, Pasión española (1999) z Nacho Vidalem, Toni Ribasem i Maxem Cortésem oraz X Runners (2000) z Remigio Zampą.
W 2000 na festiwalu organizowanym przez magazyn „Hot Vidéo” w Cannes za erotyczną wersję filmu Luca Bessona Nikita - Nikita X: Licencia para follar (1998) z Sophie Evans, Toni Ribasem, Nacho Vidalem i Maxem Cortésem zdobył nominację do nagrody Hot d’Or w kategoriach: najlepszy scenariusz, najlepszy film i najlepszy trend. Film ten był też był nominowany na Festival Internacional de Cine Erótico de Barcelona w kategoriach: najlepszy reżyser i najlepszy film oraz otrzymał nagrodę publiczności dla najlepszego reżysera.
12 kwietnia 2000 ukazała się jego płyta Sexe en Català.
Kolejny film Conrad Son Company Khatar (2001) z Andreą Moranty i Maxem Cortésem był nominowany na Festiwalu Erotycznym w Barcelonie oraz został uhonorowany nagrodą za najlepszy film erotyczny w Europie. Następnie Conrad Son przeniósł się do Włoch, gdzie w studiu Mario Salieriego wyreżyserował serię filmów fabularnych, w tym Tradimenti di mogli perverse (2001) ze Steve’em Holmesem, La Montaña del Miedo (2002) czy Nosferatu (2002) z Francesco Malcomem i Ritą Faltoyano. Conrad Son Company dla dystrybucji hiszpańskiej firmy Coco Films i niemieckiej Herzog Video zrealizował Glamour sex (2002) z Dorą Venter, Ritą Faltoyano i Ramónem Nomarem, a także Porn Stars & Rock'n'roll (2004) z Dorą Venter, Maxem Cortésem, Philem Hollydayem i Steve’em Holmesem.
W 2001 otrzymał nagrodę Ninfa jako najlepszy reżyser. Jego film Kovac (2002) z Maxem Cortésem w roli Nortona i Dorą Venter jako Elisą Gaggi zdobył nominację do European Erotic Awards, a także sześć nominacji oraz nagrodę za najlepszą okładkę erotyczną na Festival Internacional de Cine Erótico de Barcelona.
Pojawił się gościnnie w dramacie Dziwka (The Life: What’s Your Pleasure?, 2004) na podstawie powieści Isabel Pisano z udziałem Daryl Hannah, Denise Richards i Joaquima de Almeidy. W 2006 wydał książkę Catalanes i calentes: com viuen el sexe les dones del nostre pais. Pracował dla różnych firm takich jak Buterfly Motion, Ragtime, IFG, Negro y Azul, Gold Light, Video Lux, INT czy Pink’O. 
Wywołał skandal po tym, jak zmusił Generalitat do dofinansowania 11 tys. euro – przeznaczonego na dubbing w języku katalońskim jego filmu Morze nie jest niebieskie (El mar no es azul, 2006).
Jego film Private Media Group Project Sneak: Smells Like Groupie Pussy (2010) otrzymał nominację do AVN Award i XBIZ Award jako najlepsza zagraniczna realizacja.
Jego produkcje dystrybuowane były na całym niemal świecie, zarówno w telewizji, jak na wideo i DVD. Conrad Son był sponsorem nagród Galaxy Awards (MilkyWayChannel.com), którą przyznano 6 października 2013 w teatrze El Molino w Barcelonie.
W 2014 za realizację programu Conrad Son Show (2013–2015) otrzymał nagrodę na Festival Internacional de Cine Erótico w Barcelonie w kategorii najlepsze media dla dorosłych. Był twórcą reality show Xposure wyprodukowanym dla BaDoink
W 2015 pełnił funkcję dyrektora targów salonu erotycznego Paixxón Galega w Galicji.
21 listopada 2024 w kinach Ocine Blanes w Gironie miał miejsce pokaz dreszczowca Smart Cinema Blanes Wszystko, czego ci nie powiedziałem (Tot allò que no et vaig dir), który prezentowany był wcześniej na 36 Festival de Cinema de Girona.

## Dyskografia
| Rok  | Album                                                | Tytuł utworu             |
| ---- | ---------------------------------------------------- | ------------------------ |
| 2000 | Sexe en Català (wyd. Música Global Discogràfica S.L) | „Sexe en Català”         |
| 2000 | Sexe en Català (wyd. Música Global Discogràfica S.L) | „Enamorat Com Un Idiota” |
| 2000 | Sexe en Català (wyd. Música Global Discogràfica S.L) | „Excitat”                |
| 2000 | Sexe en Català (wyd. Música Global Discogràfica S.L) | „Voyeur”                 |
| 2000 | Sexe en Català (wyd. Música Global Discogràfica S.L) | „Dolç Paller”            |
| 2000 | Sexe en Català (wyd. Música Global Discogràfica S.L) | „Tu”                     |
| 2000 | Sexe en Català (wyd. Música Global Discogràfica S.L) | „Si Te'n Vas”            |
| 2000 | Sexe en Català (wyd. Música Global Discogràfica S.L) | „Petó X”                 |
| 2000 | Sexe en Català (wyd. Música Global Discogràfica S.L) | „La Meva Pornostar”      |
| 2000 | Sexe en Català (wyd. Música Global Discogràfica S.L) | „Malalt De Porno”        |
| 2000 | Èxits 2000 En Català (składanka; wyd. DiscMedi Blau) | „Enamorat Com Un Idiota” |

## Nagrody i nominacje
| Rok  | Nagroda                                | Kategoria                                        | Film                                                                    | Rezultat  |
| ---- | -------------------------------------- | ------------------------------------------------ | ----------------------------------------------------------------------- | --------- |
| 2000 | Hot dʼor (Cannes)                      | Najlepszy remake                                 | Nikita X: Licencia para follar (1999)                                   | Nominacja |
| 2001 | Ninfa                                  | Najlepszy reżyser wg opinii publicznej           | Les exxcursionistes calentes (2000)                                     | Wygrana   |
| 2001 | Ninfa                                  | Najlepszy reżyser                                | Les exxcursionistes calentes (2000)                                     | Nominacja |
| 2001 | Ninfa                                  | Najlepszy reżyser/Najlepszy film                 | X-runner (2000)                                                         | Nominacja |
| 2002 | Ninfa                                  | Najlepszy film hiszpański 100% seksu             | Glamour sex (2001)                                                      | Nominacja |
| 2002 | Ninfa                                  | Najlepszy reżyser                                | Kovac (2002)                                                            | Nominacja |
| 2002 | Ninfa                                  | Najlepszy film                                   | Kovac (2002)                                                            | Nominacja |
| 2003 | European X Festival (Bruksela, Belgia) | Najlepszy film                                   | Kathar (2001)                                                           | Wygrana   |
| 2003 | Ninfa                                  | Najlepszy film erotyczny                         | Laura está sola (2003)                                                  | Wygrana   |
| 2003 | Ninfa                                  | Najlepsza okładka                                | Laura está sola (2003)                                                  | Nominacja |
| 2003 | Ninfa                                  | Najlepszy film hiszpański                        | Laura está sola (2003)                                                  | Nominacja |
| 2003 | Ninfa                                  | Najlepsza scena lesbijska                        | Glamour sex (2002)                                                      | Wygrana   |
| 2003 | Ninfa                                  | Najlepszy film 100% seksu                        | Glamour sex (2002)                                                      | Nominacja |
| 2003 | Ninfa                                  | Najlepszy hiszpański film 100% seksu             | Glamour sex (2002)                                                      | Nominacja |
| 2003 | Ninfa                                  | Najlepszy film soft                              | Glamour sex (2002)                                                      | Nominacja |
| 2003 | Ninfa                                  | Najlepsza scena lesbijska                        | Jovencitas Cachondas (2002)                                             | Nominacja |
| 2004 | European X Festival (Bruksela, Belgia) | Najlepszy reżyser                                | La memoria de los peces (2004)                                          | Wygrana   |
| 2004 | Ninfa                                  | Najlepszy film erotyczny                         | La memoria de los peces (2004)                                          | Wygrana   |
| 2004 | Ninfa                                  | Najlepszy scenariusz                             | La memoria de los peces (2004)                                          | Nominacja |
| 2004 | Prague Erotica Sex (Czechy)            | Najlepszy reżyser / Najlepszy film               | La memoria de los peces (2004)                                          | Wygrana   |
| 2005 | AVN Award                              | Najlepszy reżyser                                | Black Label 36: Private Chateau 1 (2005)                                | Nominacja |
| 2005 | Ninfa                                  | Najlepszy projekt filmowy produkcji hiszpańskiej | Black Label 36: Private Chateau 1 (2005)                                | Wygrana   |
| 2005 | Ninfa                                  | Najlepszy film hiszpański                        | Black Label 36: Private Chateau 1 (2005)                                | Wygrana   |
| 2005 | Ninfa                                  | Najlepszy hiszpański scenariusz                  | Kovac Shark (2003)                                                      | Nominacja |
| 2005 | Ninfa                                  | Najlepszy film hiszpański                        | El mar no es azul (2005)                                                | Wygrana   |
| 2005 | Ninfa                                  | Najlepszy film erotyczny soft                    | El mar no es azul (2005)                                                | Wygrana   |
| 2005 | Prague Erotica Sex (Czechy)            | Najlepszy reżyser                                | El mar no es azul (2005)                                                | Wygrana   |
| 2006 | European X Festival (Bruksela, Belgia) | Najlepszy reżyser                                | Private Black Label 36: Private Chateau - The Struggle for Power (2005) | Wygrana   |
| 2006 | European X Festival (Bruksela, Belgia) | Najlepszy film                                   | Private Black Label 36: Private Chateau - The Struggle for Power (2005) | Wygrana   |
| 2006 | European X Festival (Bruksela, Belgia) | Najlepsze DVD                                    | Private Black Label 36: Private Chateau - The Struggle for Power (2005) | Wygrana   |
| 2012 | AVN Award                              | Najlepsza zagraniczna realizacja                 | Project Sneak: Smells Like Groupie Pussy (2010)                         | Nominacja |
| 2012 | XBIZ Award                             | Europejska realizacja roku                       | Project Sneak: Smells Like Groupie Pussy (2010)                         | Nominacja |
| 2013 | Ninfa                                  | Najlepsze reżyser lub operator kamery            |                                                                         | Nominacja |
| 2014 | Ninfa                                  | Najlepsze media dla dorosłych                    | Conrad Son Show                                                         | Wygrana   |
| 2016 | EroAward                               | Najlepszy przedsiębiorca                         | ConradRealityStars.tv                                                   | Wygrana   |
| 2017 | EroAward                               | Najlepszy producent / reżyser                    | –                                                                       | Wygrana   |
| 2018 | EroAward                               | Najlepszy producent / reżyser                    | –                                                                       | Wygrana   |
| 2019 | EroAward                               | Najlepszy producent / reżyser                    | –                                                                       | Wygrana   |
| 2019 | EroAward                               | Najlepszy fotograf                               | –                                                                       | Wygrana   |
| 2020 | EroAward                               | Najlepszy producent / reżyser porno              | –                                                                       | Wygrana   |
| 2021 | EroAward                               | Najlepszy fotograf                               | –                                                                       | Wygrana   |
| 2022 | EroAward                               | Najlepszy fotograf                               | –                                                                       | Wygrana   |
| 2023 | EroAward                               | Najlepszy fotograf wydarzeń                      | –                                                                       | Wygrana   |